# Balbeggie
Balbeggie är en ort i Storbritannien.   Den ligger i kommunen Perth and Kinross och riksdelen Skottland, i den norra delen av landet, 600 km norr om huvudstaden London. Balbeggie ligger 109 meter över havet och antalet invånare är 782.
Terrängen runt Balbeggie är platt åt nordväst, men åt sydost är den kuperad. Runt Balbeggie är det ganska glesbefolkat, med 35 invånare per kvadratkilometer. Närmaste större samhälle är Perth, 7,8 km sydväst om Balbeggie. Trakten runt Balbeggie består till största delen av jordbruksmark.